# 孫善繼
孫善繼，號却浮，山東莱州府掖县軍籍。明朝政治人物、進士出身。

## 生平
萬曆十六年（1588年）戊子科山東鄉試舉人，萬曆十七年（1589年）聯捷己丑科進士，任湖廣蕲水县知縣。时值奇荒，善继设法賑濟，所活无算。次年，糧食豐收，又修城垣，葺学宫、公廨、谯楼，蕲人至今稱頌，入名宦祠。
萬曆三十年（1602年）二月擢兵科给事中，疾诸词臣优游闲处，计日待迁，請「计额数黜陟之法，不职听吏部纠劾，溢额者别选，不足则遴科道部属之学问优长者，不定取自新进士也。」不报。三十三年十二月升礼科右给事中，三十四年改本科左。三十五年七月升工科都给事，岁省浮费数万缗，以與時龃龉，挂冠竟归。吏部纠擅去诸臣，遂与顾天埈等同削籍。天啓三年（1623年）起復为南工部屯田司主事，四年升尚寶司丞。归而搆园亭，辟别墅，极丝竹之娱。所著诗文亦华赡。

## 事跡
朝鲜使臣洪翼汉在《朝天录》记载，“掖县给谏孙善继西园”，奢华精美，疑惑「给事何官，乃敢如是？」行到一处，遇士人，孤介人也。语及之，且问其世业贪富。有士人朱延光笑道：‘孙公善继，曾为给事中，先皇朝受武人金五万两，因得为富家翁，坐是沉屈于今三十年，年垂八十，老无能为，而曩始除尚宝寺丞，将往京里’云。

## 家族
曾祖孫海。祖父孫蘭，倉副使。父孫一鵬，生员。